# Csóka (versforma)
A csóka („hosszú vers”) vagy nagauta (japánul: 長歌, Hepburn-átírással: chōka) régi japán versforma, amelyben a sorok száma nem szabott, s amelyben 5 és 7 szótagú sorok/egységek váltakoznak, a végén plusz egy 7 szótagúval. Előfordul, hogy a verset amolyan envoi-ként, „ajánlásként” egy teljes, szabályos tanka zárja le (ez a hanka vagy kaesiuta), amely összefoglalja vagy továbbfűzi a témát. A csóka a Nara-korban, különösen a 7–8. század fordulóján dívott, Kakinomoto no Hitomaro fejlesztette tökélyre. A Manjósú gyűjtemény 265 csókát tartalmaz.